# West Tyrone (circonscription du Parlement britannique)
West Tyrone est une circonscription électorale britannique située en Irlande du Nord.